# Гейнце, Макс
Франц Фридрих Максимилиан Гейнце (также — Хайнце; нем. Franz Friedrich Maximilian Heinze; 1835—1909) — немецкий философ

, историк философии и педагог, доктор философии; ректор Лейпцигского университета; брат криминалиста Рудольфа Гейнце. Член Саксонской и Прусской академий наук.

## Биография
Максимилиан Гейнце родился 13 декабря 1835 года в немецкой деревушке Присниц в земле Саксония-Анхальт (ныне входит в состав города Наумбургу района Бургенланд) в семье протестантского теолога Иоганна Кристиана Карла Гейнце (нем. Johann Christian Karl Heinze; 1797—1872) и его жены Генриетты Гейнце (урождённой Хойман; нем. Henriette Heumann; 1802—1872).
Учился сперва в гимназии в Наумбурге, а затем изучал философские науки в университетах Лейпцига, Тюбингена, Эрлангена, Галле и Берлина.
В 1860 году Макс Гейнце получил докторскую степень по философии, успешно защитив диссертацию на тему «Stoicorum deffectibus doctrina» и избрав своей специализацией древнегреческую философию.
В 1863 году М. Гейнце стал учителем в Земельной школе Пфорты расположенной в здании бывшего цистерцианского монастыря Пфорта. Среди его многочисленных учеников были в частности Фридрих Ницше, Франц Эмиль Юнгманн и Ульрих фон Виламовиц-Мёллендорф. Затем он стал наставником эрцгерцога, а затем Великого герцога Ольденбургского и его брата.
В Ольденбурге он стал профессором средней школы и советником. В это время он написал свой главный труд «Доктрина логоса в греческой философии», который не потерял актуальности и по сей день.
В 1872 году Макс Гейнце получил степень бакалавра в Лейпцигском университете, а затем работал частным преподавателем. В том же качестве он перешел в Базельский университет, а чуть позднее в университет Кёнигсберга.

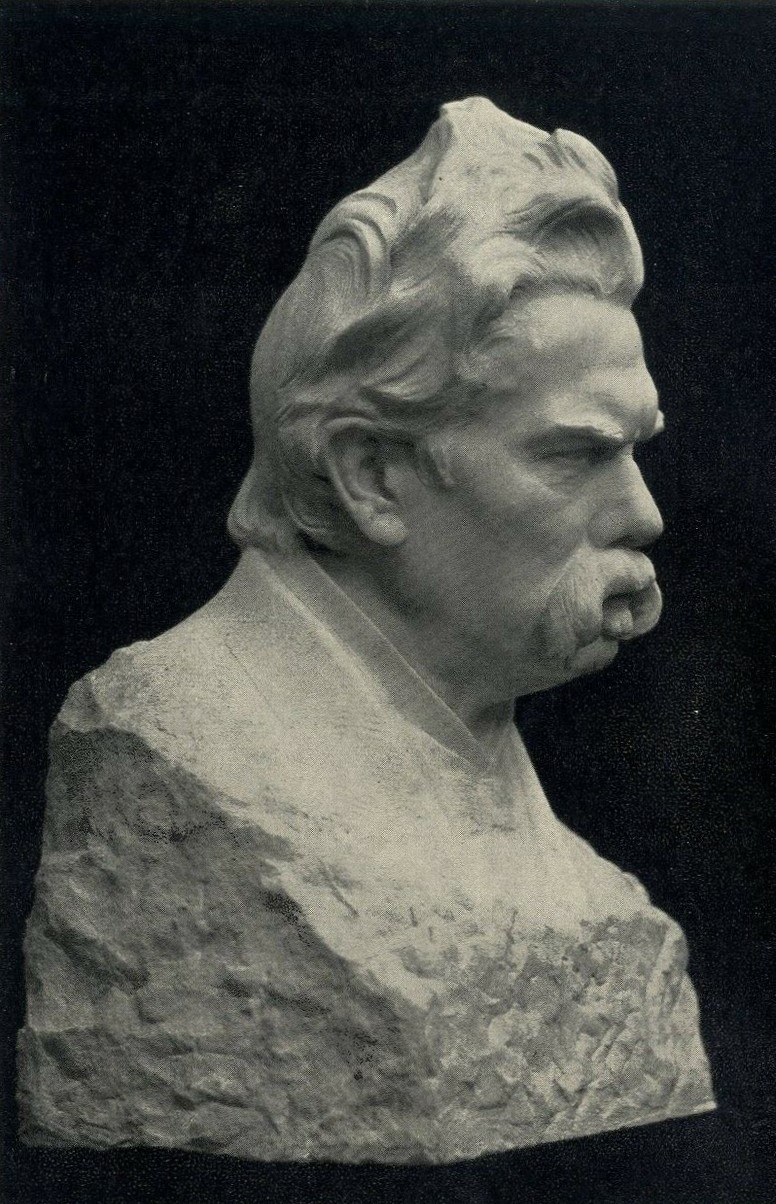
Бюст М. Гейнце
(скульптор Зеффнер, Карл)

В 1875 году Гейнце стал профессором истории на философском факультете университета Лейпцига. В 1877—1878 гг. он был про-канцлером Лейпцигского университета, затем деканом философского факультета (1880—1881) и, наконец, ректором (1883—1884). В 1905 году получил в Лейпциге звание почётного доктора теологического факультета.
Макс Гейнце принимал участие в создании «Всеобщей немецкой биографии» и «Настоящей энциклопедии протестантского богословия и церкви»; также был соредактором исследований Канта и членом Королевского саксонского общества наук и Прусской академии наук.
Франц Фридрих Максимилиан Гейнце умер 17 сентября 1909 года в городе Лейпциге.
С 1864 года он был женат на Кларе Лепсиус (1845—1933), дочери Карла Эдмунда Лепсиуса (нем. Karl Edmund Lepsius; 1805—1873) и его жены Шарлотты (урожденной Вегманн); в этом браке родились дочь и двое сыновей. Дочь Магарет вышла замуж за министра-директора Альфреда Кюне (нем. Alfred Kühne; 1873—1929). Младший сын — Ричард (1867—1929) стал филологом-классиком, старший сын — Карл Рудольф (1865—1928) стал юристом и политиком.